# 1790년 미국 상원의원 선거
26석의 의석중 1/3인 9개 지역구와 3개 지역구의 재보궐선거가 치러졌다

## 선거 결과
| 정당     | 선거결과 | 의석수 |
| -------- | -------- | ------ |
| 연방파   | 9석      | 17석   |
| 반연방파 | 3석      | 8석    |